# М'яч у грі та поза грою
За правилом 9 футбольних правил, м'яч вважається таким, що «вийшов з гри», якщо він цілком виходить за межі поля, або гра зупинена суддею.
Якщо м'яч відлетів від воріт, кутового прапорця, судді або помічника судді і залишився на полі, вважається, що він в грі.
М'яч вводиться в гру:
- Початковим ударом;
- Ударом від воріт;
- Вкиданням;
- Кутовим ударом;
- Штрафним або вільним ударом (у всіх цих випадках м'яч входить в гру відразу після удару).
- Розіграшем спірного м'яча (м'яч входить в гру, як тільки падає на землю).